# Premio Pulitzer per il memoir o l'autobiografia
Il premio Pulitzer per il memoir o l'autobiografia (Pulitzer Prize for Memoir or Autobiography) è un premio letterario assegnato annualmente a un libro di memorie o un'autobiografia di un autore statunitense.
Fu istituito nel 2023, in seguito a uno scorporo del premio Pulitzer per la biografia e autobiografia assegnato a partire dal 1917. Quest'ultimo ha quindi cambiato nome in premio Pulitzer per la biografia, in quanto il consiglio del riconoscimento ha ritenuto "...che fosse giunto il momento per ogni genere di avere la propria categoria di premio".
Riconosce al vincitore un premio di 15 000 dollari.

## Albo d'oro
I vincitori sono indicati in grassetto, a seguire i finalisti.

### 2020
- 2023: Stay True di Hua Hsu[3]
  - L'uomo che spostava le nuvole (The Man Who Could Move Clouds) di Ingrid Rojas Contreras
  - Easy Beauty di Chloé Cooper Jones
- 2024: L'invincibile estate di Liliana (Liliana's Invincible Summer: A Sister's Search for Justice) di Cristina Rivera Garza[4]
  - The Best Minds: A Story of Friendship, Madness, and the Tragedy of Good Intentions di Jonathan Rosen
  - The Country of the Blind: A Memoir at the End of Sight di Andrew Leland